# Briscous
Briscous är en kommun i departementet Pyrénées-Atlantiques i regionen Nouvelle-Aquitaine i sydvästra Frankrike. Kommunen ligger i kantonen La Bastide-Clairence som tillhör arrondissementet Bayonne. År 2022 hade Briscous 2 920 invånare.

## Befolkningsutveckling
Antalet invånare i kommunen Briscous
| Referens: INSEE |